# Британська військова адміністрація (Борнео)
Британська військова адміністрація (англ. British Military Administration, BMA) — тимчасовий орган управління Британського Борнео від кінця Другої світової війни і до створення коронних колоній Саравак і Північний Борнео в 1946 р. Точніші часові рамки цього утворення: 12 вересня 1945 р. — 1 липня 1946 р. Штаб-квартирою військової адміністрації став Лабуан, де розмістилися Другі австралійські імперські збройні сили (AIF).

## Управління
Територія під управлінням цієї адміністрації охоплювала нинішні Лабуан, Сабах, Саравак і Бруней.
Сараваком керували австралійці, підзвітні підрозділу військово-цивільного адміністрування Британського Борнео (BBCAU).